# Onthophagus oberthuri
Onthophagus oberthuri là một loài bọ cánh cứng trong họ Bọ hung (Scarabaeidae).